# Navlja
Navlja è una cittadina della Russia europea occidentale, situata nella oblast' di Brjansk. È dipendente amministrativamente dal rajon Navlinskij, del quale è il capoluogo amministrativo.
Sorge nella parte orientale della oblast', sul fiume omonimo, 53 chilometri a sud di Brjansk.